# Muzeum Olimpijskie
Muzeum Olimpijskie (The Olimpic Museum (TOM)) – muzeum poświęcone historii sportu i Międzynarodowego Komitetu Olimpijskiego (MKOL). Otwarte 23 czerwca 1993 w Ouchy (Lozanna) przez ówczesnego sekretarza MKOl Juana Antonio Samarancha i Adolfa Ogi. Przechowywany jest tu m.in. oryginał pierwszej flagi olimpijskiej, pomysłu francuskiego barona Pierre’a de Coubertina. Muzeum pełni funkcję centrum kongresowego. Muzeum Olimpijskie zajmuje drugie miejsce pod względem liczby odwiedzających w Szwajcarii. Tuż obok Muzeum w budynku Villa du Centenaire znajduje się Centrum Studiów Olimpijskich w Lozannie.

## Lokalizacja
Muzeum znajduje się w Ouchy, eleganckiej dzielnicy Lozanny, nad brzegiem Jeziora Genewskiego. Gmach znajduje się około 500 metrów na wschód od stacji kolejki łączącej Ouchy z centrum Lozanny i od neogotyckiego zamku, obecnie hotelu Château d'Ouchy.

## Historia
W 1915 baron Pierre de Coubertin wybrał Lozannę na centrum administracyjne ruchu olimpijskiego. Od 1922 roku znajduje się tu Siedziba Międzynarodowego Komitetu Olimpijskiego (IOC). Coubertin gromadził eksponaty najpierw w kasynie w Lozannie, a potem w Villi Mon Repos. Wybrany w 1980 roku na przewodniczącego MKOL Juan Antonio Samaranch postanawia zbudować w tym mieście nowe muzeum W 1982 roku otwarto tymczasowe muzeum w centrum Lozanny. Po otwarciu zauważono braki w zasobach, w tym niekompletną kolekcję medali, plakatów i pochodni. Do czasu ukończenia stałego muzeum zostały one uzupełnione.
Budynek Muzeum Olimpijskiego został zaprojektowany przez meksykańskiego architekta Pedro Ramíreza Vázqueza i szwajcarskiego Jean-Pierre’a Cahena. 
31 grudnia 2012 roku Muzeum zostało zamknięte z powodu remontu. Przeprowadziła go szwajcarska firma architektoniczna Brauen & Wälchli (BWTK). Podczas remontu została powiększona powierzchnia wystawiennicza do 3000 m². Przeniesiono restaurację, tak aby można było podziwiać panoramę Alp i jeziora Genewskiego. Podczas trwającego 23 miesiące remontu niektóre eksponaty były pokazywane na łodzi Helvétie zacumowanej przed muzeum na Jeziorze Genewskim. Muzeum zostało ponownie otwarte 21 grudnia 2013 roku.

## Zbiory
Zbiory Muzeum Olimpijskiego obejmują przedmioty z całego świata od starożytności do czasów obecnych.
Są prezentowane na 3 poziomach.
Poziom pierwszy - Świat olimpijski (The Olympic world) – znajdziemy tu m.in. pierwszą flagą olimpijską z 1913 roku i zbiór pochodni z każdych kolejnych igrzysk zaczynając od 1936 roku.
Poziom 0 - Igrzyska olimpijskie (The Olympic Games) – historia znanych olimpijczyków z prezentacją sprzętu, zdjęć i dokumentów wideo. Prezentowana jest tu również kolekcja związana z Igrzyskami Paraolimpijskimi i Młodzieżowymi Igrzyskami Olimpijskimi.
Poziom -1 Duch olimpijski (The Olympic spirit) – pokazane jest życie w wiosce olimpijskiej, znajduje się tu kolekcja medali olimpijskich, z których najstarsze pochodzą z 1896 roku.
Muzeum organizuje wystawy czasowe m.in. 110 lat FIFA (100 Years of FIFA) (2004), Przeszłość i przyszłość stadionów (Stadiums Past and Future) (2016), PyeongChang2018: Korea Południowa między tradycją a nowoczesnością (2018).

## Park Olimpijski
W 2013 roku, podczas remontu budynku Muzeum lozańska firma L'Atelier du Paysage przeprojektowała Park Olimpijski. Został on rozszerzony i udoskonalony. Znajduje się tam bieżnia lekkoatletyczna i symboliczny znicz olimpijski z wiecznym płomieniem. Park ma powierzchnię 8 tysięcy metrów kwadratowych. Znajdują się w nim dzieła sztuki i rzeźby takie jak Piłkarze Niki de Saint Phalle, Kolarze Gabora Mihaly’ego czy Naga Arnoldiego, Miguela Berrocala, Fernando Botero, Alexandra Caldera, Eduardo Chillida, Jean-Michela Folona, Roberta Grahama, AntoniegoTàpies i Igora Mitoraja.

## Sieć Muzeów Olimpijskich
7 września 2006 roku w Lozannie z inicjatywy Muzeum Olimpijskiego pod patronatem prezydentów MKOl Rogge i Samaranch, powołano Sieć muzeów olimpijskich (Olympic Museums Network - OMN) z 11 członkami założycielami. Od 2011 roku należy do niej polskie Muzeum Sportu i Turystyki w Warszawie. Sieć Muzeów Olimpijskich ma służyć promocji wartości sportu i olimpizmu poprzez wymianę doświadczeń, współpracę pomiędzy członkami, wspólne realizowanie projektów i szukanie sposobów podnoszenia jakości pracy wszystkich członków.  Do sieci mogą przystapić muzea w których przynajmniej 25% zbiorów jest związanych z ideą olimpijską.

## Nagrody
- 1995 European Museum of the Year Award (Europejskie Muzeum Roku)